# 슈차브니차
슈차브니차(폴란드어: Szczawnica)는 폴란드 마워폴스카주에 위치한 도시로 면적은 32.9km2, 높이는 430-510m, 인구는 5,844명(2017년 기준), 인구 밀도는 178명/km2이다.
19세기부터 휴양 도시로 개발되었다. 온천, 광천수, 스키, 관광 열차로 유명한 곳이다.

## 자매 도시
- 슬로바키아 스피슈스카벨라
- 슬로바키아 레스니차
- 이탈리아 올리베토치트라
- 독일 페를레베르크
- 헝가리 허르카니
- 우크라이나 흐밀니크